# Gimnástica Segoviana CF
Gimnástica Segoviana CF is een Spaanse voetbalclub die in 1928 werd opgericht in Segovia, de hoofdstad van de gelijknamige provincie, in de autonome gemeenschap Castilië en León. In seizoen 2024/25 speelt het in de Primera Federación - Groep 1 en worden de thuiswedstrijden gehouden in Estadio La Albuera, dat een capaciteit heeft van 6.000 toeschouwers (5.326 staanplaatsen en 674 op de tribunes).

## Geschiedenis
Onder de naam Sociedad Deportiva Gimnástica Segoviana werd de voetbalclub opgericht in 1928. In 2006 werd deze naam veranderd naar Gimnástica Segoviana Club de Fútbol. In de laatste 50 jaar speelde de ploeg vooral op het 4e niveau (Tercera División) met uitzondering van de seizoenen 1999-2000, 2011-2012 en 2017-2018 waarin telkens 1 jaar op het 3e niveau (Segunda División B) gespeeld werd. In het seizoen 2023/24 werd de club opnieuw kampioen op het vierde niveau, waardoor de club promoveerde naar het derde niveau van Spanje.  

## Bekende (voormalige) spelers
- Quique Estebaranz (1999–2000)